# Арсенян, Гурген Бабкенович
Гурген Бабкенович Арсенян (арм. Գուրգեն Արսենյան; род. 22 ноября 1959, Ереван) — армянский политик и дипломат. Чрезвычайный и Полномочный Посол Армении в России с 14 августа 2024 года. Депутат парламента Армении (2000—2007, 2012—2017, 2021—2024).

## Образование
В 1976 году окончил ереванскую среднюю школу № 56 им. Зоряна.
В 1976—1980 годах — учился в Ереванском институте народного хозяйства (ныне Армянский государственный экономический университет). Специализировался в области экономики.

## Карьера
В 1980—1981 годах — работал экономистом на цементно-шиферном заводе в городе Рыбница (Молдова).
В 1981—1982 годах — служил в рядах Советской Армии на Дальнем Востоке (Россия) в звании офицера запаса.
В 1983—1986 годах — старший экономист объединения «Армэлектромашснаб» Масисского района.
В 1987—2000 годах — занимался предпринимательской деятельностью.
В 1992—1995 годах — работа в Москве, в 1997—1999 годах — председатель советов СП ЗАО “Арсойл” и “Агробанк”, в 1999—2001 годах — заместитель председателя Межгосударственной ассоциации агропромышленных банков.
В 2007—2012 годах — занимался предпринимательской деятельностью.

## Политическая деятельность
В 1990—1994 годах — член Республиканской партии Армении.
В 1991—1992 годах — член политсовета Республиканской партии Армении.
В сентябре 2002 года основал и возглавил Объединённую трудовую партию (ОТП).
В 2000—2003 годах — депутат Национального собрания Армении II созыва (избирательный округ № 29).
В 2003—2007 годах — депутат Национального собрания III созыва (пропорциональная избирательная система, ОТП).
В 2012—2017 годах — депутат Национального собрания V созыва, избранный по списку партии «Процветающая Армения». Член Постоянной комиссии НС по внешним связям. Член фракции «Процветающая Армения».
В 2021—2024 годах — депутат Национального собрания VIII созыва. На выборах 20 июня 2021 года, являясь членом ОТП, был избран в парламент по списку правящей партии «Гражданский договор». Вошёл в состав одноименной фракции, был членом парламентской постоянной комиссии по внешним связям. Сложил депутатские полномочия досрочно 6 августа 2024 года.
По мнению Айка Усунца, Арсенян является сторонником про-турецких и про-азербайджанских взглядов во внешнеполитическом курсе Армении.

## Парламентская деятельность
В 2000—2003 годах — член Постоянной комиссии НС по финансово-кредитным, бюджетным и экономическим вопросам.
В 2001—2003 годах — заместитель председателя комиссии по правовым вопросам Межпарламентской ассамблеи (МПА) СНГ.
В 2003—2007 годах — член постоянной комиссии Национального собрания по внешним связям, заместитель председателя комиссии по правовым вопросам МПА СНГ, член комиссии по политическим вопросам ПАСЕ. Возглавлял фракцию «Объединённая трудовая партия».

## Дипломатическая деятельность
Указом Президента Республики Армения от 14 августа 2024 года назначен Чрезвычайным и Полномочным послом Республики Армения в Российской Федерации. Верительные грамоты вручены 5 ноября 2024 года.

## Личная жизнь
Женат, имеет двоих детей.

## Награды
- 1998 — Награждён Медаль «В память 850-летия Москвы»[1].
- 2005 — Награждён Орденом «Содружество» Межпарламентской ассамблеи стран СНГ[5].
- 2006 — Медаль «За заслуги перед Отечеством» 1-й степени (Армения)[6].
- 2015 — Медаль «За заслуги перед Отечеством» 2-й степени (Армения)[1].